# Give
Give anhörenⓘ ist mit 5050 Einwohnern (1. Januar 2025) die drittgrößte Stadt der Vejle Kommune im mittleren Jütland in Dänemark. Von 1970 bis 2006 war die Stadt Verwaltungssitz der Give Kommune.

## Geografie
Give liegt im Kirchspiel Give (Give Sogn) im Nordwesten der Vejle Kommune im äußersten Norden der Region Syddanmark und des Trekantområdet. Die Stadt befindet sich (Luftlinie) etwa 13 km südöstlich von Brande, 15 km nordöstlich von Billund und 24 km nordwestlich von Vejle. 
Das Siedlungsgebiet des Ortes erstreckt sich über hügeliges Terrain und liegt vergleichsweise hoch auf einer Höhe von ca. 80 bis 105 m über NHN. Die Erhebungen Tranebjerg und Bavnen, die höchstgelegenen Plätze in der Region Syddanmark, liegen ungefähr 10 km entfernt in östlicher Richtung.

## Verkehr
Give ist an die Autobahn Midtjyske Motorvej angeschlossen, welche von Vejle nach Herning führt. Der Bahnhof von Give liegt im Zentrum des Ortes an der Bahnstrecke Vejle-Holstebro.
Etwa 13 km südwestlich der Stadt befindet sich der internationale Flughafen Billund, der zweitgrößte Flughafen Dänemarks.

## Geschichte
Das eisenzeitliche Gräberfeld von Farre in Give wurde 1948 entdeckt.
Bereits im zwölften Jahrhundert wurde eine Kirche am Ort gebaut. Give wurde erstmals 1280 unter dem Namen Gyghæ, erwähnt. Ab etwa 1330 hatte das Dorf den Namen Gyghe, bis 1789 der heutige Name eingeführt wurde.
Im 19. Jahrhundert war Give ein kleines, landwirtschaftlich geprägtes Dorf bestehend aus etwa 20 Wohnhäusern und acht Bauernhöfen. 1842 wurde eine Schule gebaut. Mit dem Bau des Bahnhofs im Jahre 1894 als Endpunkt der Bahnstrecke Vejle-Give begann der Ort zu wachsen. Diese Entwicklung wurde bestärkt, als die Bahnstrecke, die 1912 an den dänischen Staat ging, in die Strecke Vejle-Holstebround integriert wurde, womit ein Anschluss an eine überregionale Zugverbindung bestand.
Mit der Zeit entwickelte Give sich zu einem wichtigen regionalen Zentrum, gebaut und eingeweiht wurden unter anderem:
Eine Volkshochschule (1890, geschlossen 1905), eine Sparkasse (1894), eine Genossenschaftsmolkerei (1898), ein Missionshaus (1899), eine Apotheke (1895/96), ein Pfarrhaus (1906), eine Polizeistation (1919), Filialen der Herning Handels- og Landbrugsbank (1921) und ein Schlachthof für Schweine (1929). 
Dadurch stieg die Einwohnerzahl des Ortes auf 1320 im Jahre 1930.
Es siedelte sich weiterhin Industrie im Ort an, so gab es eine Türfabrik, eine Zementfabrik, eine Knochenmehlfabrik, eine Maschinenfabrik und eine Ziegelei. Außerdem wurde ein Postamt, 1934 ein Freibad und 1954 ein Bezirkskrankenhaus gebaut. 1960 hatte Give 1800 Einwohner.
1970 entstand im Rahmen einer Kommunalreform die Give Kommune, deren Verwaltungssitz Give war. Durch eine weitere Strukturreform in Dänemark zur Verringerung der Anzahl der Kommunen, wurde die Give Kommune mit weiteren Kommunen im Jahre 2007 in die Vejle Kommune eingegliedert und bildet seitdem ein regionales Zentrum für den Nordwesten von dieser.

## Sehenswürdigkeiten
- Die Give Kirke im Zentrum von Give wurde im zwölften Jahrhundert erbaut.[9]
- Die Give Baptistkirke befindet sich im Osten des Stadtkerns.[10]
- Das kultur- und lokalhistorische Give Egnens Museum liegt im Nordosten von Give.[11]

## Fotogalerie

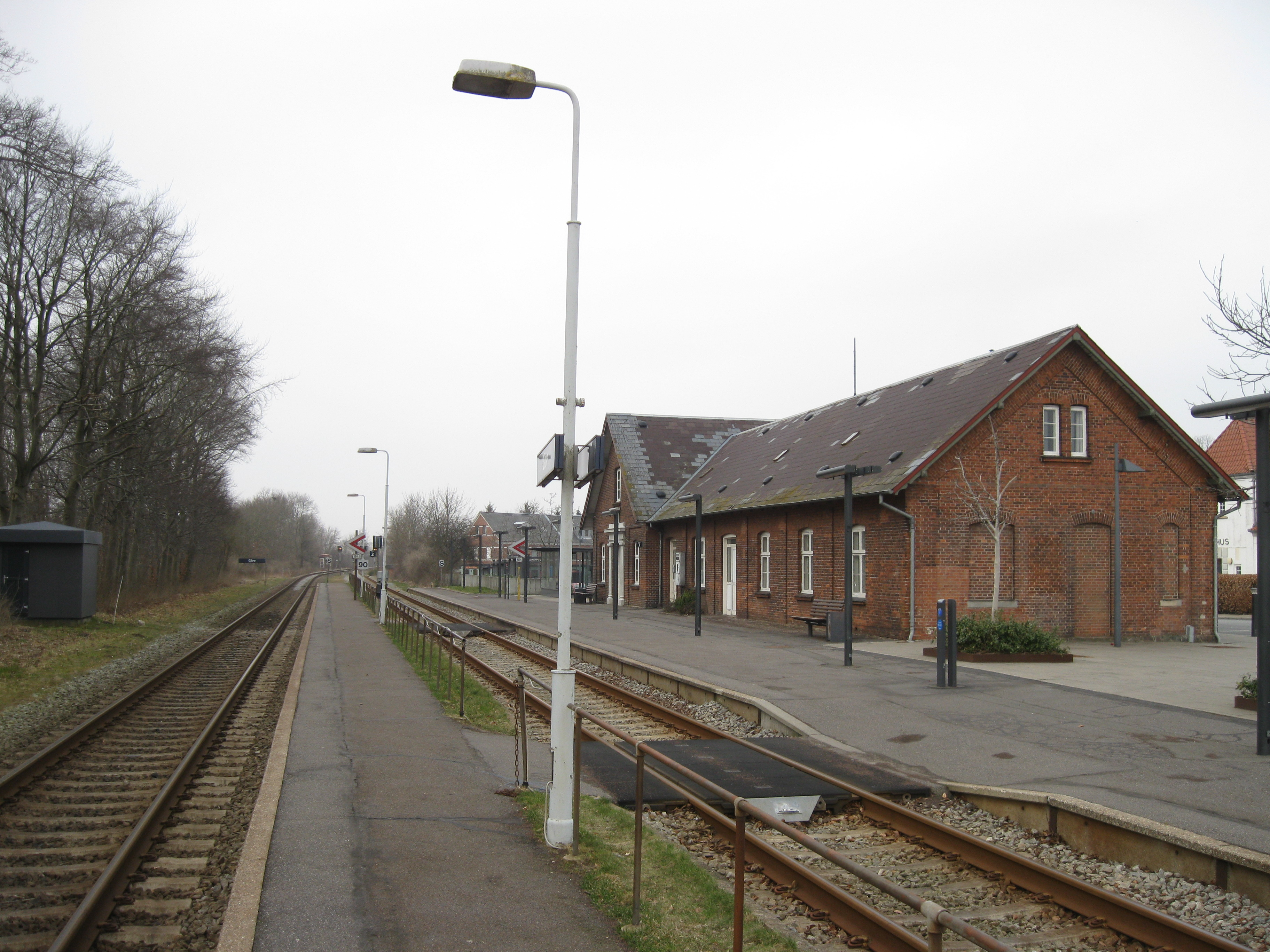
Der Bahnhof von Give
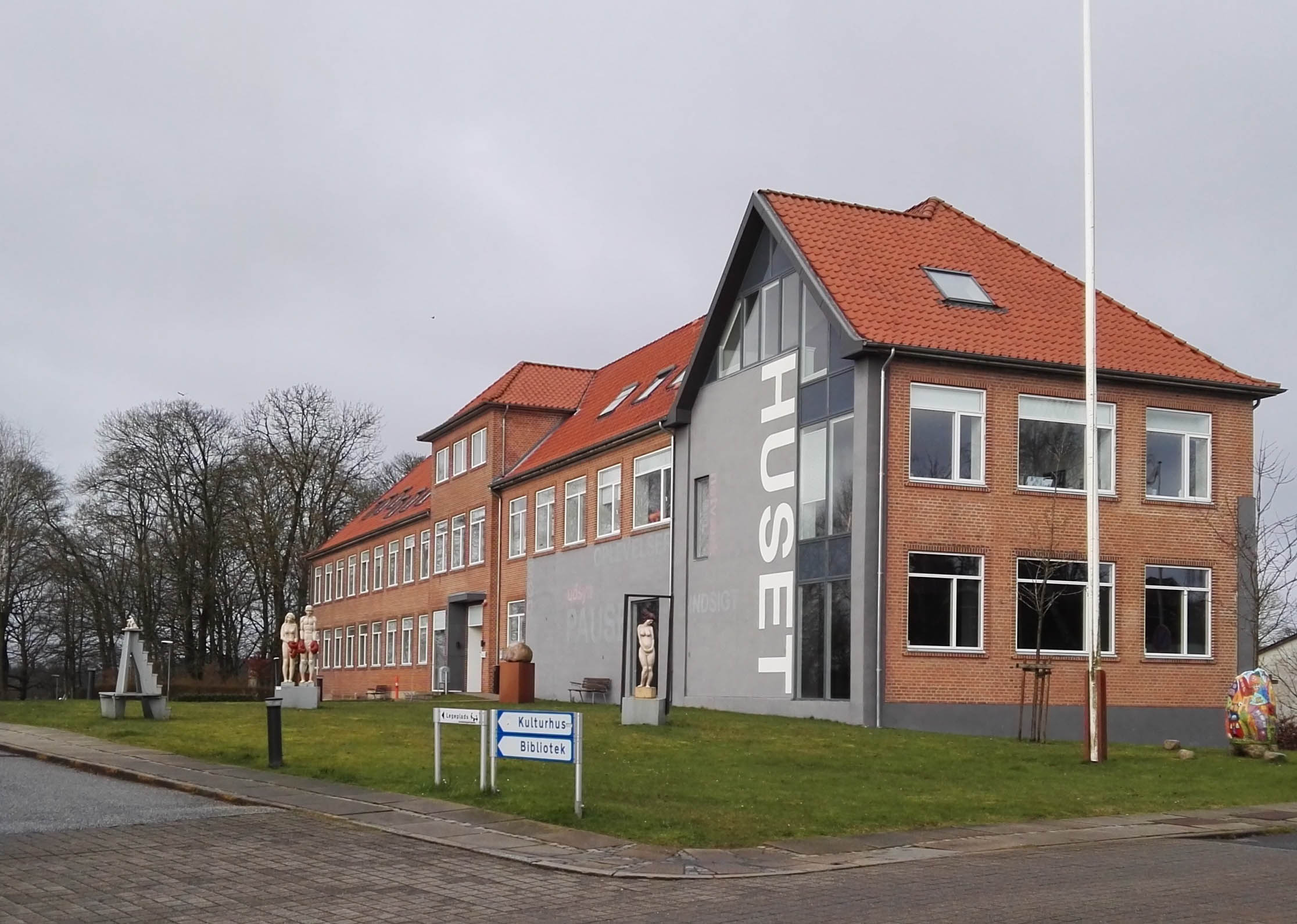
Das Rathaus der Stadt